# Remesal (Zamora)
Remesal es una localidad sanabresa perteneciente al municipio de Palacios de Sanabria, en la provincia de Zamora (España).

## Contexto geográfico
Está situado en la parte baja del valle de la Requejada, a unos diez kilómetros de Puebla de Sanabria.

## Historia

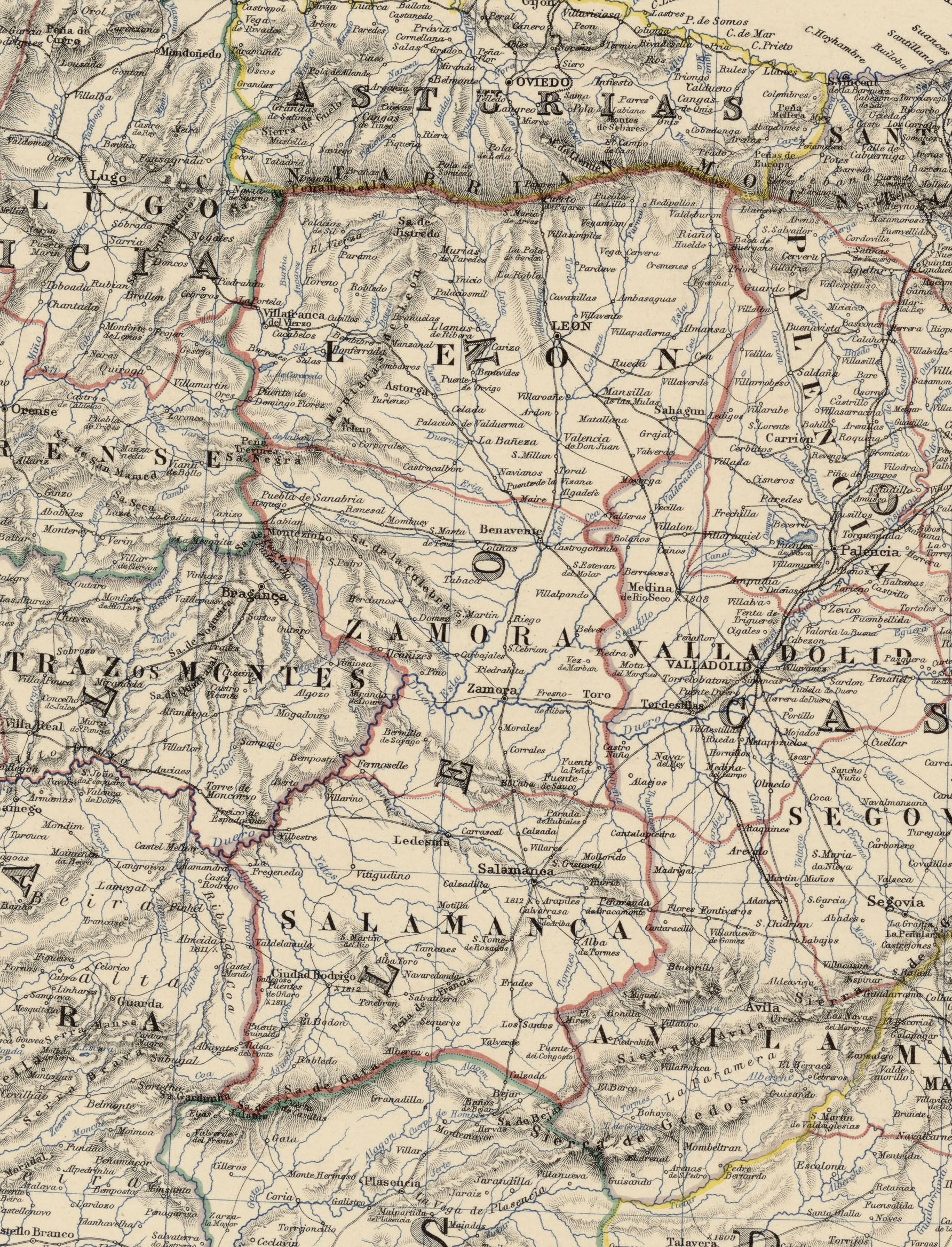
Detalle del mapa Spain & Portugal, realizado en 1864 por Keith Johnston, en el que se puede observar Remesal

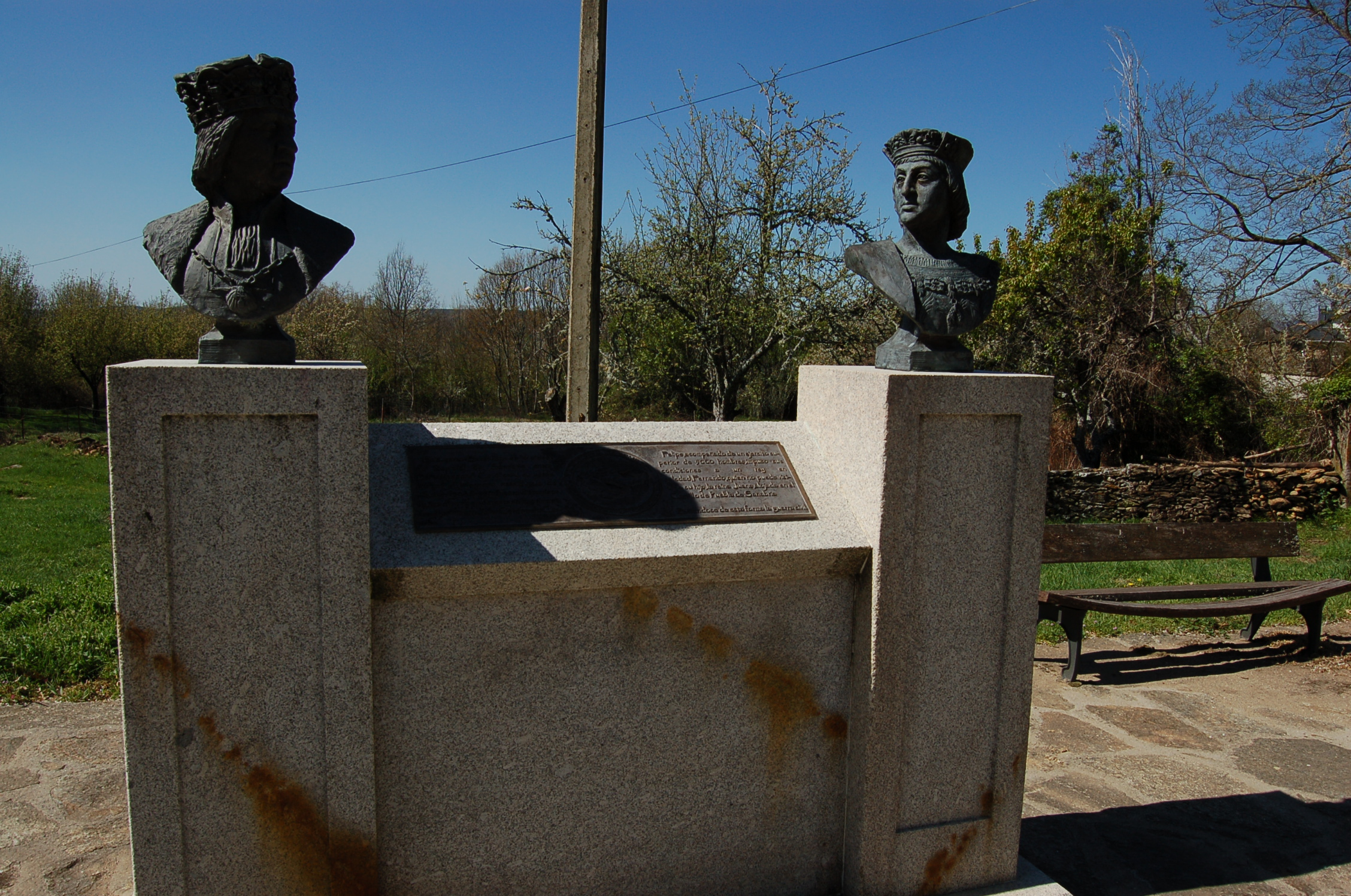
Conjunto escultórico que conmemora en la localidad la Vista de Remesal de 1506, en la cual Felipe el Hermoso y Fernando el Católico dirimieron el gobierno de la Corona de Castilla y León

En la Edad Media, Remesal quedó integrado en el Reino de León, cuyos monarcas acometieron la repoblación del oeste zamorano.
El 20 de junio de 1506, en la ermita de Santa Marta, tuvo lugar la "Vista de Remesal", reunión entre Felipe el Hermoso y Fernando el Católico, cuyo objetivo era dirimir el gobierno de la Corona de Castilla y León, de la que era heredera la princesa Juana, esposa de Felipe e hija de Isabel La Católica y Fernando. Lo que allí se habló dio lugar a la Concordia de Villafáfila, por la que Fernando renunciaba a cualquier derecho sobre la corona, comprometiéndose Juana y Felipe a hacerse cargo de su gobierno. Al rey Fernando le acompañaban el conde de Cifuentes Don Juan Manuel y algunas otras personas de su confianza, y a Don Felipe el Cardenal Cisneros y gran acompañamiento armado.
En esta época, Remesal estaba integrado en la provincia de las Tierras del conde de Benavente y dentro de esta en la receptoría de Sanabria. No obstante, al reestructurarse las provincias y crearse las actuales en 1833, Remesal pasó a formar parte de la provincia de Zamora, dentro de la Región Leonesa, quedando integrado en 1834 en el partido judicial de Puebla de Sanabria, así como en torno a 1860 en el municipio de Palacios de Sanabria.

## Geografía humana

### Demografía
| Gráfica de evolución demográfica de Remesal entre 1842 y 1857 |
| |
| Población de derecho según los censos de población del INE Población de hecho según los censos de población del INEEntre el censo de 1860 y el anterior, este municipio desaparece porque se integra en el municipio 49143 (Palacios de Sanabria) |

## Sociedad
- Pedro Valderrabano. Nacido en Remesal el 25 de julio de 1851, fue un destacado jesuita, recordado por sus investigaciones, que compatibilizaba con la docencia, y que le llevaron a varios descubrimientos científicos.[8]